# باگیسر پار
باگیسر پار (به لاتین: Bagiser Par) یک روستا در بنگلادش است که در استان باریسال و در ناحیه باریسال واقع شده است.